# Wybrzeże Siple’a

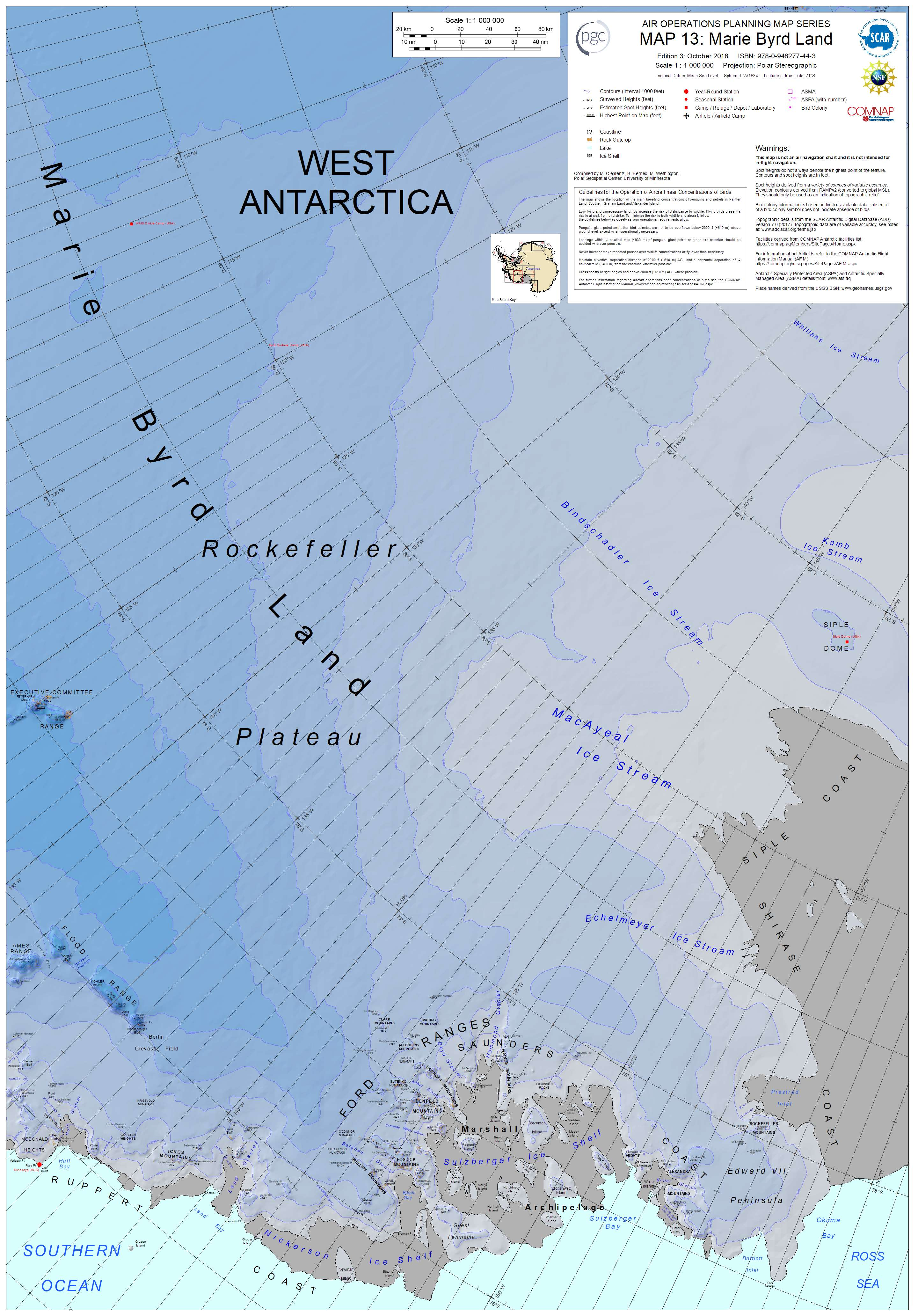
Wybrzeże na mapie Ziemi Marii Byrd

Wybrzeże Siple’a (ang. Siple Coast) – południowo-zachodnia część wybrzeża Ziemi Marii Byrd na Antarktydzie Zachodniej, do którego przylega Lodowiec Szelfowy Rossa pokrywający tę część Morza Rossa.
Rozciąga się ono pomiędzy północnym krańcem Gould Coast (83°30′S, 153°00′W) a południowym końcem Shirase Coast (80°10′S, 151°00′W). Nowozelandzki komitet ds. nazw Antarktydy nazwał je na cześć Paula Siple’a, amerykańskiego badacza Antarktydy.